# Eugenia talbotii
Eugenia talbotii är en myrtenväxtart som beskrevs av Ronald William John Keay. Eugenia talbotii ingår i släktet Eugenia och familjen myrtenväxter.
Artens utbredningsområde är Nigeria. Inga underarter finns listade i Catalogue of Life.